# بلاتد ساینس
بلاتد ساینس (Blotted Science) یک ابرگروه تکنیکال دث متال بی‌کلام است که با همکاری الکس وبستر بیسیست گروه کانیبال کورپس، گیتاریست Ron Jarzombek و درامر کریس ادلر از گروه لمب آو گاد در سال ۲۰۰۵ ایجاد شد.
اولین آلبوم گروه در سال ۲۰۰۷ با نام The Machinations of Dementia منتشر شد که بنا به گفته گیتاریست گروه، ۷۵ درصد آن با به‌کارگیری روش «حلقه ۱۲ ملودی» برگرفته از تکنیک دوازده ملودی که پیشگام آن آهنگساز اتریشی آرنولد شوئنبرگ در دهه ۱۹۲۰ بود، ساخته شد.